# 스미스 구름
스미스 구름(Smith's Cloud)는 1963년 네덜란드 레이던 대학교의 천문학자인 게일 스미스(Gail Smith)에 의해 발견된 수소 구름이다. 독수리자리 방향에 위치하며, 지름은 11,000 광년 폭은 2,5000 광년 정도 된다.

## 우리 은하 접근 사유
발견 당시에는 은하를 생성하지 못하고 떠돌거나 은하 충돌 과정에서 떨어져 나온 구름이 우리 은하로 접근한 것으로 여겼는데, 2016년에 허블 우주 분광기를 통해 화학 조성을 분석한 결과 황 성분이 우리 은하 만큼 많다는 것이 밝혀 졌기에 이 구름이 우리 은하의 외곽 원반에서 떨어져 나온 것이라는 관측 결과가 발표되었다.
이 구름이 정확하게 어느 부분에서 떨어져 나왔는지, 또 무엇 때문에 떨어져 나왔는지는 밝혀지지 않았다. 다만 연구팀은 암흑 물질의 특성을 갖고 있는 만큼, 암흑 물질 덩어리가 움직일 때 휩쓸려 떨어져 나온 것이라고 추측하고 있다.

## 우리 은하의 접근 및 충돌
현재 이 구름은 초 당 73±26 km/s의 속도로 접근 중이며, 약 3,000만 년 후에는 우리 은하의 페르세우스 팔과 충돌하여 100만 개 이상의 별이 생성될 것으로 보고 있다.